# Michael Klim
Michael Klim, nascut el 13 d'agost de 1977 a Gdynia a l'estat de Polònia, és un nedador nacionalitzat australià.
Klim va ser seleccionat per primera vegada per representar Austràlia als Jocs de la Commonwealth de 1994 a la ciutat de Victòria al Canadà, quan era estudiant del Wesley College de Melbourne. L'any 1996 va participar en els Jocs Olímpics d'Atenes amb la millor marca en els 200 m estil lliure però sorprenentment fou eliminat en les sèries inicials. Es classificà per a la finals dels 100 m estil papallona i participà en els relleus 4x100 estils, on Austràlia s'adjudicà el bronze.
Michael Klim assolí el seu màxim nivell l'any 1998. En el Campionat Mundial de Natació disputat a Perth, Austràlia, Michael s'adjudicà els 200 m estil lliure i els 100 m estil papallona, afegint una medalla de plata en els 50 i 100 m estil lliures. Formà part del quartet australià de relleus, adjudicant-se l'or en els 4x200 estil lliure i en els 4x100 estils i una plata en els 4x100 estil lliure. Aquests èxits esportius el portaren a ser nomenat Nedador de l'Any per la Swimming World Magazine.
L'any 1999, Klim rebaixà el rècord mundial dels 100 m papallona amb un registre de 51"81 s. Aquesta marca no seria superada fins al Campionat Mundial de Natació de Barcelona el 2003 per l'ucraïnès Andriy Serdinov a la primera semifinal, i tornat a superar per Michael Phelps a la segona.
L'any 2000, en els Jocs Olímpics de Sydney 2000, Klim s'anotà un nou rècord mundial, ara en els 4×100 m estil lliure, amb un registre de 3'13"67 min. Tres dies més tard formà part del relleu dels 4×200 m estil lliure que rebaixà el rècord mundial amb una marca de 7'07"05 min. El cansament físic afectà el seu rendiment en els 100 m estil lliure on fou quart per darrere del neerlandès Pieter van den Hoogenband, que havia rebaixat el rècord mundial a semifinals (47"84 s). En els 100 m estils fou segon rere el suec Lars Frölanestr sumant una altra plata en els 4×100 es
L'any 2001 Klim vno va participar gaire a competicions per mor d'una lesió. Tanmateix contribuí a dos rècords mundials més i va obtenir en els 4×100 m estil lliure i els 4×200 estils al Campionat Mundial de Natació de Fukuoka, Japó.
De 2002 a 2003 Klim no va competir a causa d'una lesió crònica a l'esquena i amb problemes en una espatlla. L'any 2004 participa en els Jocs Olímpics d'Atenes i hi va guanyar la medalla d'argent els 4×200 m estil lliure.
L'any 2005 va participar en el Campionat Mundial de Natació a Mont-real, Canadà, sense classificar-se per a la final en els 100 m estil lliure. S'endurà el bronze en els relleus 4×100 estil lliure.
El 26 de juny del 2007, Michael Klim posa fi a la seva carrera professional.

## Vida privada
Klim està casat des de l'abril del 2006 amb l'antiga model, empresària de la moda i princesa balinesa Lindy Rama. El gener del 2006 va donar a llum la seva primera filla, Stella, a Melbourne a l'estat d'Austràlia. El 2008, va seguir el segon fill, Rocco, nascut a Sydney. Linda és neboda del rei de Denpasar i per això és considerada princesa a Bali.